# Golf von Guinea

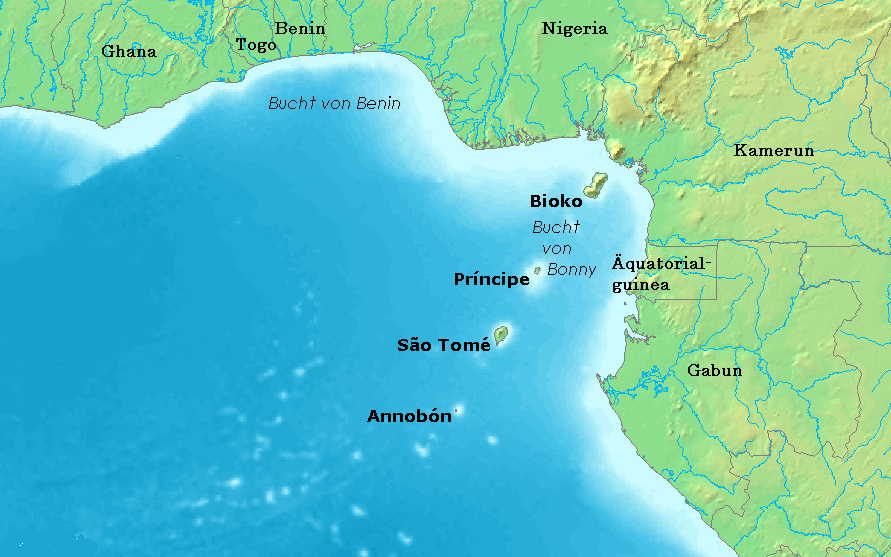
Golf von Guinea

Der Golf von Guinea (früher auch Meerbusen von Guinea) ist ein Teil des Atlantischen Ozeans, er wird im Norden von West- und im Osten von Zentralafrika begrenzt.

## Geografie

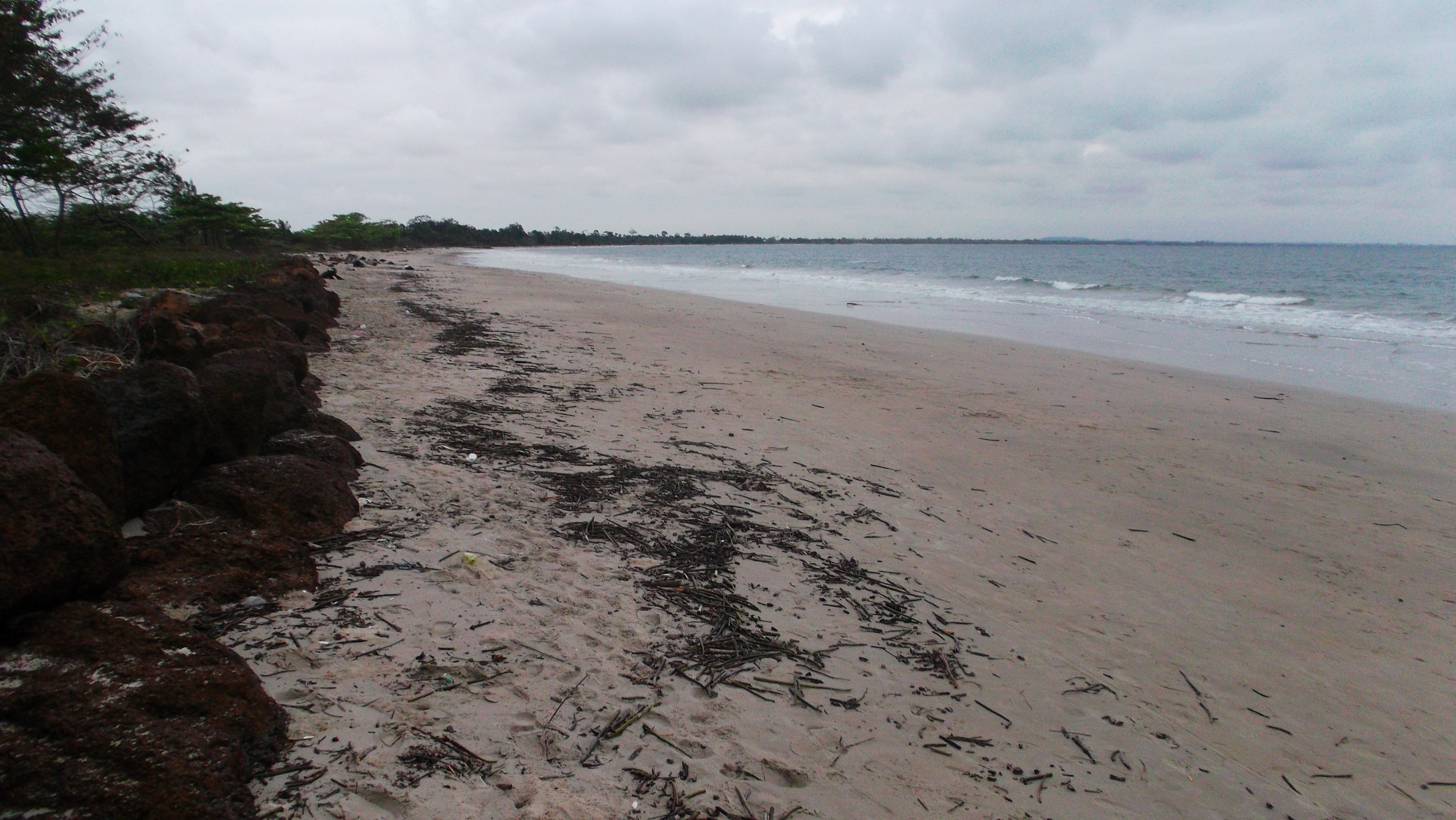
Küste am Kap Esterias in Gabun

Golf von Guinea nach den Grenzen der IHO

Im Norden und Osten grenzt der Golf von Guinea an das Küstenland der Regionen Oberguinea und Niederguinea und im Süden an das Angolabecken. Nach der Definition der International Hydrographic Organization wird er durch das Cape Palmas in Liberia und das Cap Lopez in Gabun begrenzt. Der Golf beinhaltet die Bucht von Benin und die Bucht von Bonny, westlich und östlich des Nigerdeltas.
Im Golf von Guinea liegen die Inseln São Tomé und Príncipe, die den unabhängigen Staat São Tomé und Príncipe bilden, sowie Bioko und Annobón, die zu Äquatorialguinea gehören. Sie entstanden durch einen vulkanischen Hot Spot, der auch den Kamerunberg auf dem afrikanischen Festland hervorbrachte.
Im Golf von Guinea kreuzt der Äquator den Nullmeridian.
Die Staaten Guinea und Guinea-Bissau grenzen nicht an den Golf.

## Geschichte

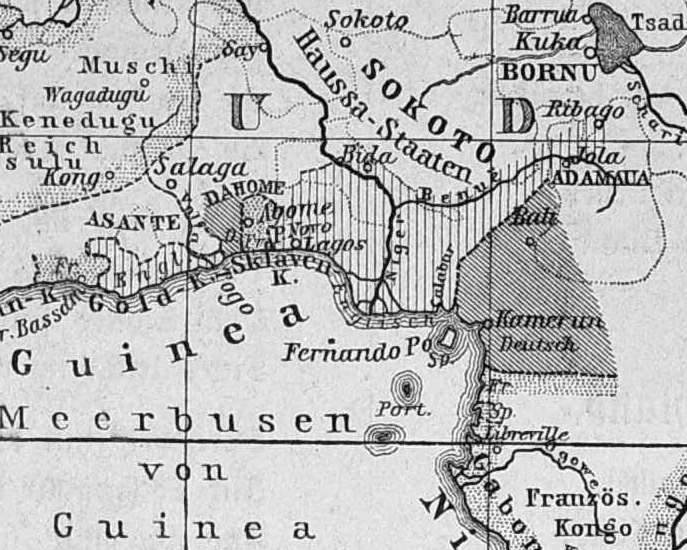
Anrainer des Golfs von Guinea um 1890

Nach einem umstrittenen griechischen Bericht des Altertums wird heute angenommen, dass bereits die punischen Phönizier in einer Expedition unter Hanno dem Seefahrer um 470 v. Chr. den Golf erreichten.
Die Küste von Oberguinea hat vier Abschnitte, deren Namen noch aus der Kolonialzeit stammen:
Pfefferküste (heute Liberia), Elfenbeinküste (heute Côte d’Ivoire), Goldküste (heute Ghana) und die Sklavenküste (heute Togo, Benin und der Westteil Nigerias). Die Namen zeigen, welche „Ware“ in welchem Küstenabschnitt bevorzugt gehandelt und verladen wurde.
Zwischen 1884 und 1919 grenzten die Deutschen Kolonien in Westafrika an den Golf von Guinea. Weitere angrenzende Kolonialgebiete zählten zu Frankreich, zum Vereinigten Königreich, zu Portugal und zu Spanien.
Als Bucht von Biafra wurde bis 1973 der an Kamerun und das Nigerdelta in Nigeria angrenzende innerste Teil des Golfes bezeichnet, nach dem Biafra-Krieg verfügten die nigerianischen Machthaber eine Umbenennung in Bucht von Bonny. Ein weiterer Teil ist die Bucht von Benin.

## Piraterie

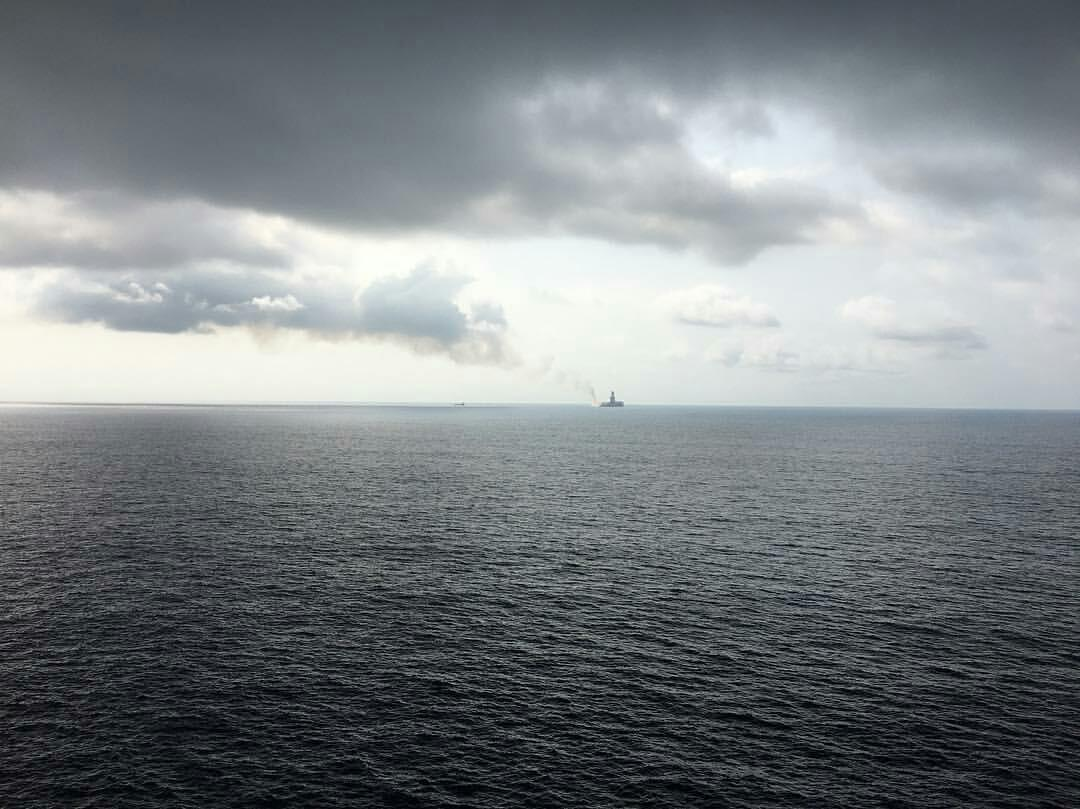
Golf von Guinea

In neuerer Zeit hat sich der Golf von Guinea zu einem Zentrum der Piraterie entwickelt. Im Jahr 2019 fanden 90 Prozent aller weltweit registrierten Entführungen auf See mit folgender Lösegelderpressung in den Gewässern des Golfs von Guinea statt. Dänemark unterstützt seit 2016 Ghana und Nigeria beim Aufbau von Kapazitäten zur Pirateriebekämpfung. Täglich befinden sich 30–40 Schiffe dänischer Reedereien in diesem Seegebiet. Mit der Fregatte Esbern Snare und ihren Seahawk-Hubschraubern soll die Kongelige Danske Marine von November 2021 bis April 2022 zur Sicherheit im Golf von Guinea beitragen. Als Lage- und Informationszentrum wird das Maritime Domain Awareness for Trade – Gulf of Guinea (MDAT-GoG) auch von der Europäischen Union unterstützt.